# Vice-Presidente do Conselho de Estado (Países Baixos)
O Vice-Presidente do Conselho de Estado (em neerlandês: Vice-President van de Raad van State) é o presidente de facto do Conselho de Estado dos Países Baixos.  O monarca atua como presidente ex officio do Conselho de Estado, mas na realidade raramente preside reuniões. Na sua ausência, o vice-presidente atua como presidente pro tempore dessas reuniões. O vice-presidente também é responsável pela organização e pelas tarefas administrativas do conselho. A Constituição dos Países Baixos estipula que, se a casa real for extinta, o vice-presidente se tornará o chefe de Estado interino. Assim como os outros membros do Conselho de Estado, o vice-presidente é nomeado pelo monarca mediante indicação do Ministro do Interior e das Relações do Reino. O cargo de vice-presidente é vitalício, mas é exigido por lei que o mesmo entre em aposentadoria compulsória aos 70 anos. Alternativamente, uma aposentadoria antecipada ou uma rescisão forçada de seu mandato pode ser dada pelo monarca em um decreto real. 
O atual vice-presidente do Conselho de Estado é Thom de Graaf. 

## Lista
| Retrato                            | Retrato                             | Nome                                                      | Mandato                                                                | Partido                                     | Monarca       | Ref.   |
| ---------------------------------- | ----------------------------------- | --------------------------------------------------------- | ---------------------------------------------------------------------- | ------------------------------------------- | ------------- | ------ |
|                                    | Gijsbert Karel van Hogendorp        | Conde Gijsbert Karel van Hogendorp (1762–1834)            | 12 de abril de 1814 – 7 de novembro de 1816 (2 anos , 209 dias )       | Independente (pró-governo)                  | Guilherme I   | [ 6 ]  |
|                                    | Johan Hendrik Mollerus              | Barão Johan Hendrik Mollerus (1750–1834)                  | 7 de novembro de 1816 – 1 de julho de 1829 (12 anos , 236 dias )       | Independente (pró-governo)                  | Guilherme I   | [ 7 ]  |
|                                    | William, Prince of Orange           | Sua Alteza Real Guilherme, Príncipe de Orange (1792–1849) | 1 de julho de 1829 – 7 de outubro de 1840 (19 anos , 98 dias )         | Apartidário (Casa Real)                     | Guilherme I   | [ 8 ]  |
| Vago                               | Vago                                | Vago                                                      | Vago                                                                   | Vago                                        | Guilherme II  |        |
|                                    | Henri van Doorn van Westcapelle     | Dr. Barão Henri van Doorn van Westcapelle (1786–1853)     | 1 de janeiro de 1841 – 26 de março de 1848 (7 anos , 85 dias )         | Conservador Independente (ultraconservador) | Guilherme II  | [ 9 ]  |
|                                    | Willem Gerard van de Poll           | Jonkheer Willem Gerard van de Poll (1793–1872)            | 26 de março de 1848 – 1 de abril de 1858 (10 anos , 6 dias )           | Independente                                | Guilherme II  | [ 10 ] |
| Guilherme III                      | Willem Gerard van de Poll           | Jonkheer Willem Gerard van de Poll (1793–1872)            | 26 de março de 1848 – 1 de abril de 1858 (10 anos , 6 dias )           | Independente                                |               | [ 10 ] |
| Vago                               |                                     |                                                           |                                                                        |                                             |               |        |
|                                    | Aeneas Mackay                       | Barão Aeneas Mackay (1806–1876)                           | 1 de julho de 1862 – 6 de março de 1876 (13 anos , 249 dias )          | Antirrevolucionário Independente            | [ 11 ]        |        |
| Vago                               |                                     |                                                           |                                                                        |                                             |               |        |
|                                    | Gerlach Cornelis Joannes van Reenen | Jonkheer Gerlach Cornelis Joannes van Reenen (1818–1893)  | 1 de abril de 1876 – 31 de maio de 1893 (17 anos , 60 dias )           | Conservador Independente                    | [ 12 ]        |        |
| Guilhermina                        | Gerlach Cornelis Joannes van Reenen | Jonkheer Gerlach Cornelis Joannes van Reenen (1818–1893)  | 1 de abril de 1876 – 31 de maio de 1893 (17 anos , 60 dias )           | Conservador Independente                    | [ 12 ]        |        |
| Vago                               |                                     |                                                           |                                                                        |                                             |               |        |
|                                    | Bram van Panhuys                    | Jonkheer Bram van Panhuys (1837–1907)                     | 1 de agosto de 1893 – 1 de janeiro de 1897 (3 anos , 153 dias )        | Liberal Independente                        | [ 13 ] [ 14 ] |        |
| Vago                               |                                     |                                                           |                                                                        |                                             |               |        |
|                                    | Johan Willem Meinard Schorer        | Jonkheer Johan Willem Meinard Schorer (1834–1903)         | 1 de fevereiro de 1897 – 1 de outubro de 1903 (6 anos , 242 dias ) [a] | Liberal Independente                        | [ 15 ]        |        |
| Vago                               |                                     |                                                           |                                                                        |                                             |               |        |
|                                    | Petrus Johannes van Swinderen       | Jonkheer Petrus Johannes van Swinderen (1842–1911)        | 1 de dezembro de 1903 – 19 de dezembro de 1911 (8 anos , 18 dias ) [a] | Partido Histórico Cristão (até 1908)        | [ 16 ]        |        |
| União Histórica Cristã (após 1908) | Petrus Johannes van Swinderen       | Jonkheer Petrus Johannes van Swinderen (1842–1911)        | 1 de dezembro de 1903 – 19 de dezembro de 1911 (8 anos , 18 dias ) [a] |                                             | [ 16 ]        |        |
| Vago                               |                                     |                                                           |                                                                        |                                             |               |        |
|                                    | Joan Röell                          | Jonkheer Joan Röell (1844–1914)                           | 1 de fevereiro de 1912 – 13 de julho de 1914 (2 anos , 162 dias ) [a]  | Liga dos Liberais Livres                    | [ 17 ]        |        |
| Vago                               |                                     |                                                           |                                                                        |                                             |               |        |
|                                    | Wilhelmus Frederik van Leeuwen      | Dr. Wilhelmus Frederik van Leeuwen (1860–1930)            | 16 de dezembro de 1914 – 18 de abril de 1928 (13 anos , 124 dias )     | Liberal Independente (Liberal Conservador)  | [ 18 ]        |        |
| Vago                               |                                     |                                                           |                                                                        |                                             |               |        |
|                                    | Alex van Lynden van Sandenburg      | Dr. Conde Alex van Lynden van Sandenburg (1873–1932)      | 1 de maio de 1928 – 25 de dezembro de 1932 (4 anos , 238 dias ) [a]    | Partido Antirrevolucionário                 | [ 19 ]        |        |
| Vago                               |                                     |                                                           |                                                                        |                                             |               |        |
|                                    | Frans Beelaerts van Blokland        | Jonkheer Frans Beelaerts van Blokland (1872–1956)         | 20 de abril de 1933 – 27 de março de 1956 (22 anos , 342 dias ) [a]    | União Histórica Cristã                      | [ 20 ]        |        |
| Juliana                            | Frans Beelaerts van Blokland        | Jonkheer Frans Beelaerts van Blokland (1872–1956)         | 20 de abril de 1933 – 27 de março de 1956 (22 anos , 342 dias ) [a]    | União Histórica Cristã                      | [ 20 ]        |        |
| Vago                               |                                     |                                                           |                                                                        |                                             |               |        |
|                                    | Bram Rutgers                        | Dr. Bram Rutgers (1884–1966)                              | 16 de maio de 1956 – 1 de agosto de 1959 (3 anos , 77 dias )           | Partido Antirrevolucionário                 | [ 21 ]        |        |
|                                    | Louis Beel                          | Dr. Louis Beel (1902–1977)                                | 1 de agosto de 1959 – 1 de julho de 1972 (12 anos , 335 dias )         | Partido Popular Católico                    | [ 22 ]        |        |
| Vago                               |                                     |                                                           |                                                                        |                                             |               |        |
|                                    | Marinus Ruppert                     | Marinus Ruppert (1911–1992)                               | 1 de setembro de 1973 – 1 de outubro de 1980 (7 anos , 30 dias )       | Partido Antirrevolucionário                 | [ 23 ]        |        |
| Beatriz                            | Marinus Ruppert                     | Marinus Ruppert (1911–1992)                               | 1 de setembro de 1973 – 1 de outubro de 1980 (7 anos , 30 dias )       | Partido Antirrevolucionário                 | [ 23 ]        |        |
|                                    | Willem Scholten                     | Willem Scholten (1927–2005)                               | 1 de outubro de 1980 – 1 de julho de 1997 (16 anos , 273 dias )        | União Histórica Cristã (até 1980)           | [ 24 ]        |        |
|                                    | Willem Scholten                     | Willem Scholten (1927–2005)                               | 1 de outubro de 1980 – 1 de julho de 1997 (16 anos , 273 dias )        | Apelo Democrata-Cristão (após 1980)         | [ 24 ]        |        |
|                                    | Herman Tjeenk Willink               | Herman Tjeenk Willink (1942–)                             | 1 de julho de 1997 – 1 de fevereiro de 2012 (14 anos , 215 dias )      | Partido do Trabalho                         | [ 25 ]        |        |
|                                    | Piet Hein Donner                    | Piet Hein Donner (1948–)                                  | 1 de fevereiro de 2012 – 1 de novembro de 2018 (6 anos , 273 dias )    | Apelo Democrata-Cristão                     | [ 26 ]        |        |
| Guilherme Alexandre                | Piet Hein Donner                    | Piet Hein Donner (1948–)                                  | 1 de fevereiro de 2012 – 1 de novembro de 2018 (6 anos , 273 dias )    | Apelo Democrata-Cristão                     | [ 26 ]        |        |
|                                    | Thom de Graaf                       | Thom de Graaf (1957–)                                     | 1 de novembro de 2018 – presente (6 anos , 136 dias )                  | Democratas 66                               | [ 27 ]        |        |

## Nota
a.↑ Morreu no cargo,